# Kino Zorza w Katowicach

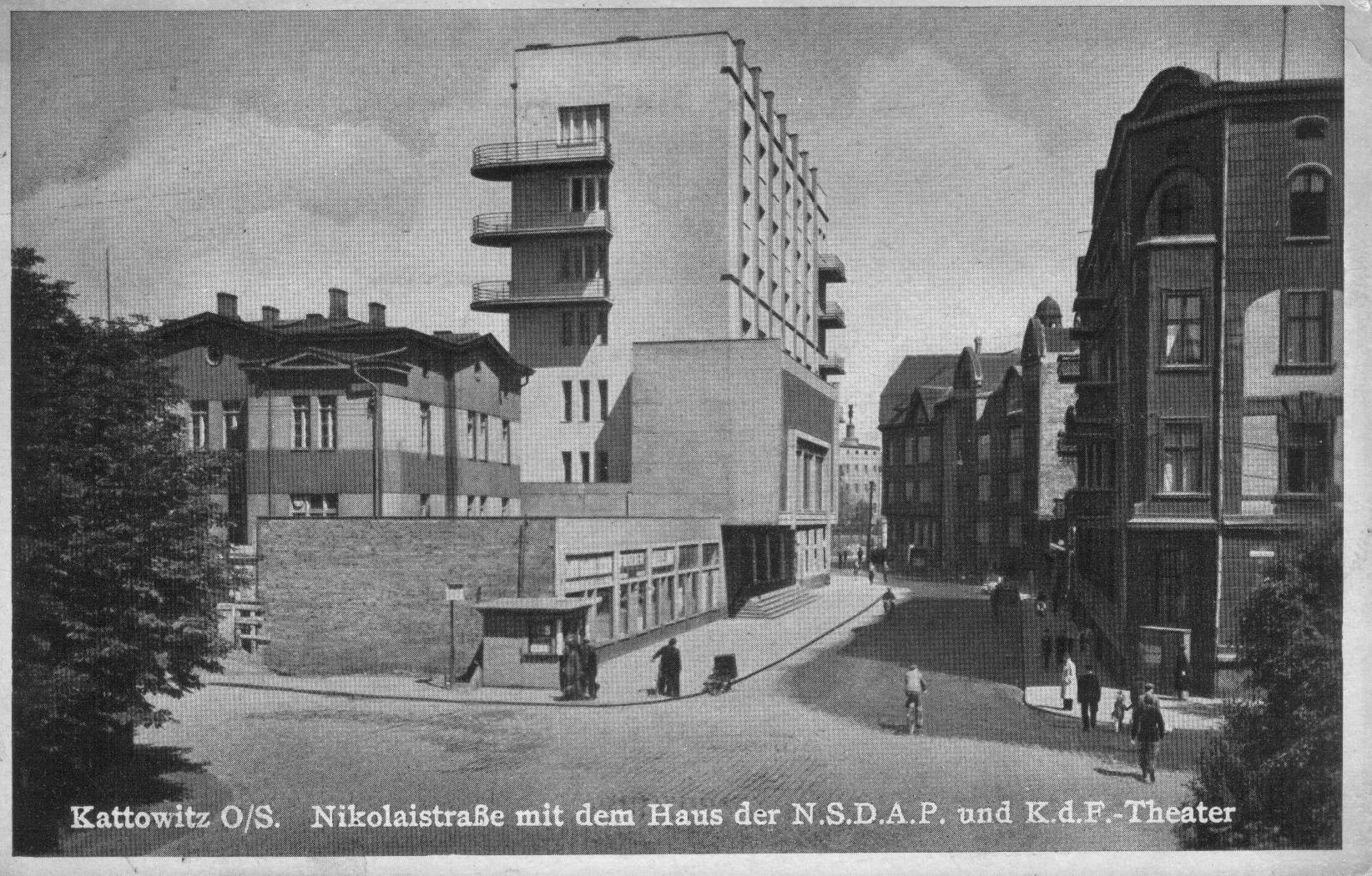
Siedziba kina Zorza w okresie II wojny światowej

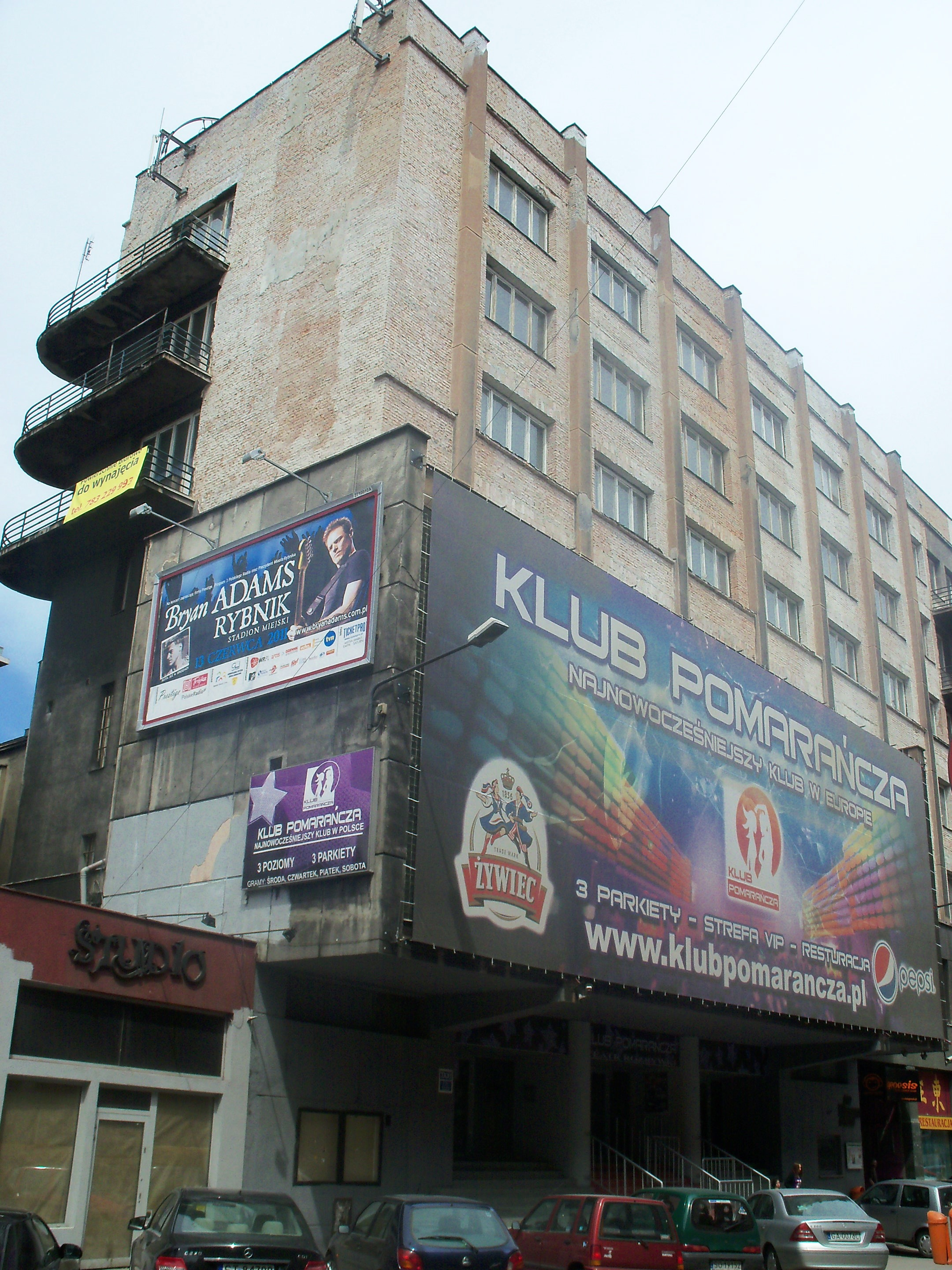
Dawny Dom Powstańca Śląskiego

Katowickie Kino Zorza – jedno z katowickich kin, które mieściło się w Domu Powstańca Śląskiego przy ulicy Jana Matejki 3.
Kino posiadało jedną salę z balkonem. Mogło pomieścić 700 osób na widowni. Wyposażone było w panoramiczny ekran. Odbywały się w nim m.in. projekcje obrazów w czasie Festiwalu Filmów Kultowych. Kino otwarto w 1938.
W roku 1993 Śląskie Towarzystwo Filmowe podejmowało próby utworzenia w Zorzy Górnośląskiego Centrum Filmowego i Filmoteki Silesianów. Nie udało się to z powodu problemów własnościowych – Dom Powstańca Śląskiego należał do postkomunistycznego Związku Bojowników o Wolność i Demokrację.
Placówka została oficjalnie zamknięta w roku 2002. Obecnie dawna sala kinowa i inne pomieszczenia są wynajmowane przez firmę, która założyła w budynku Klub Muzyczny Wyższy Wymiar – dyskotekę.
Kino Zorza jest wspomniane w powieści Aleksandra Baumgardtena Spotkanie z jutrem, opowiadającej o przybyłych w 1945 do Katowic lwowiakach-repatriantach:

Ten ponury fakt nastroił go jednak tak radośnie, że zaczął podśpiewywać idąc i oglądając z ciekawością fasady kamienic. Przed największą z nich przystanął wstrząśnięty. Olbrzymi blok betonu wisiał wybrzuszony nad ulicą. Płaskie schody niknęły zupełnie pod tym kamiennym zadkiem, a ludzie wchodzący i wychodzący ściśniętym wejściem smyrgali jak przestraszone mrówki. Roman przyglądał się ze zdumieniem ich zwinnym ruchom. Przechodząc przez jezdnię by odczytać napis nad straszliwym domem, spowodował zatrzymanie się kilku samochodów. Wściekły, ale już ostrożny, podniósł wreszcie oczy. Na froncie widniał napis „ZORZA”. Roman stracił humor. Jakież słońce mogło wzejść po takiej zorzy?

Przy wejściu do dawnego kina (ul. Jana Matejki 3) odsłonięto tablicę upamiętniającą Obrońców Katowic: byłych Powstańców Śląskich i harcerzy poległych w walce z najeźdźcą niemieckim we wrześniu 1939 roku.